# Тріатлон
Тріатлон або триатлон (від грец. τρεις — три і αθλος — змагання) — олімпійський вид спорту, який включає у себе три складові: плавання, їзду на велосипеді та біг.
Існує кілька видів триатлону:
- Суперспринт: плавання — 300 м, велогонка — 8 км та біг — 2 км

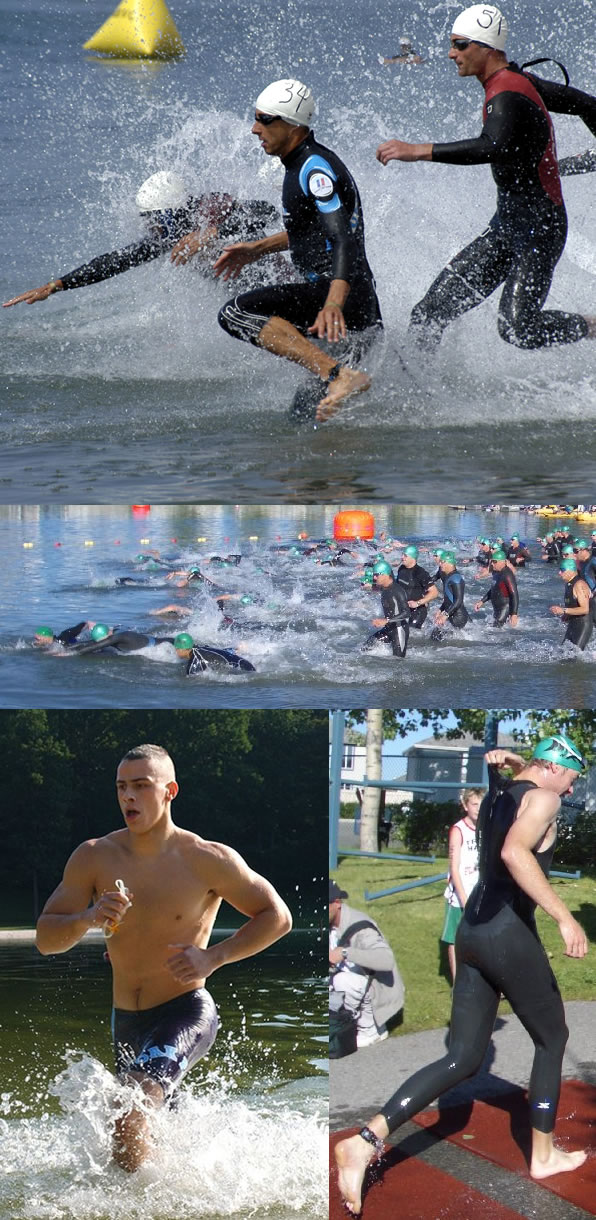
Плавання

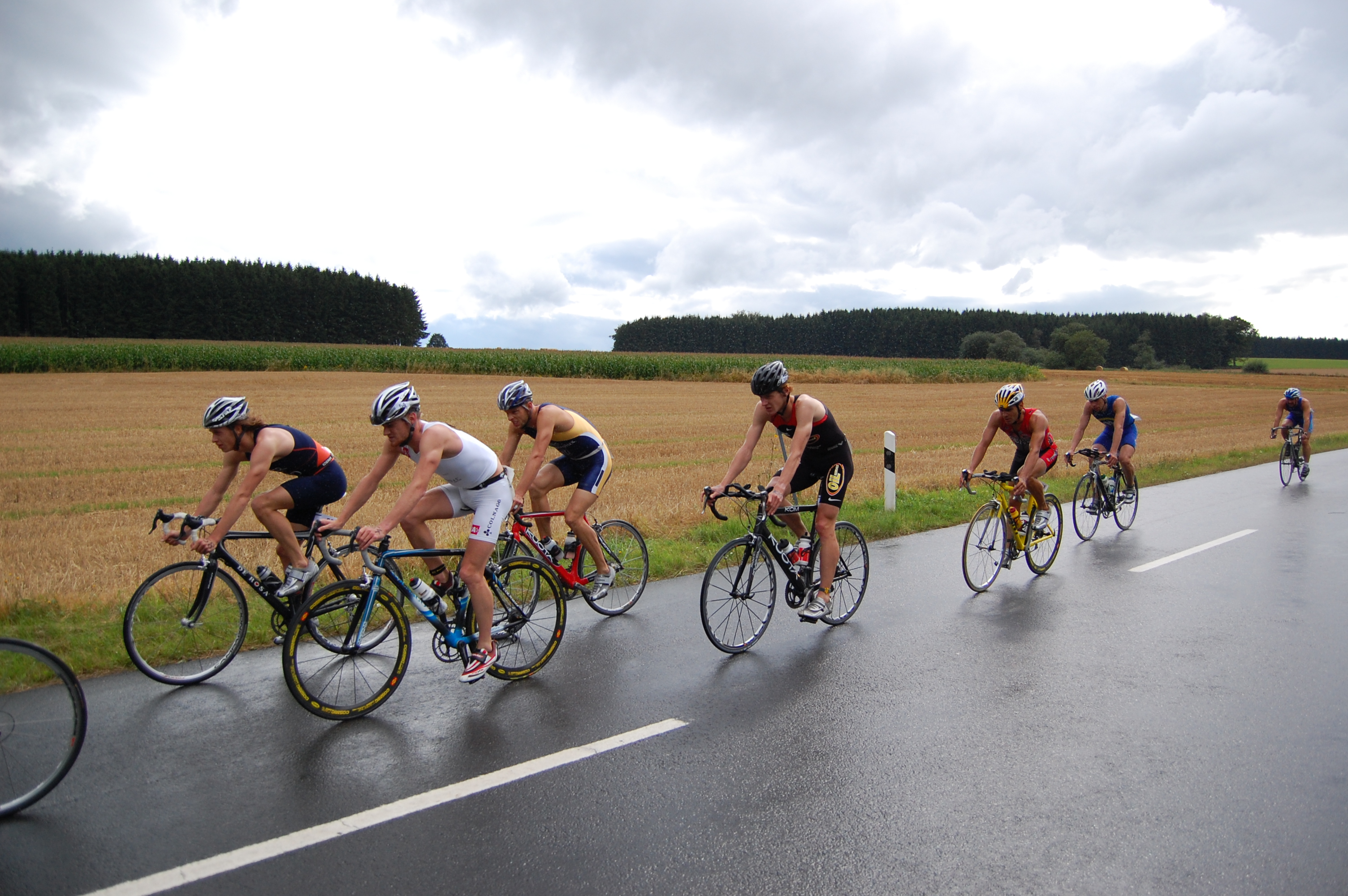
Велогонка

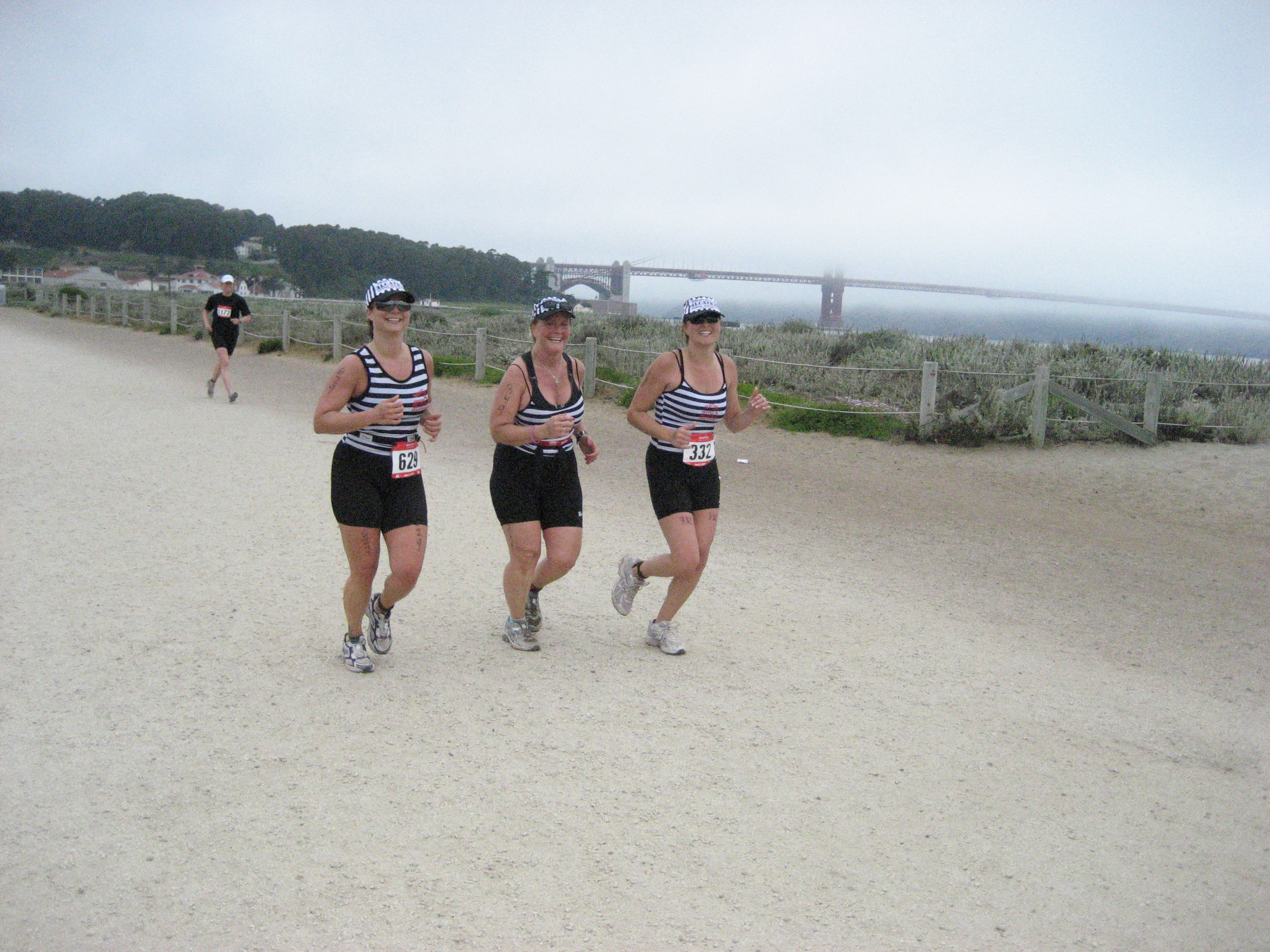
Біг

- Короткі дистанції (спринт): плавання — 750 м, велогонка — 20 км та крос — 5 км;
- Олімпійська дистанція: плавання — 1500 м, велогонка — 40 км та біг — 10 км;
- «Напівзалізна людина»: плавання — 1,9 км, велогонка — 90 км та біг — 21 км;
- «Залізна людина» (англ. Ironman): плавання — 3,8 км, велогонка — 180 км та біг — 42 км (марафонська дистанція).

## Історія

### Олімпійський вид спорту
У 1994 році під час чергової сесії МОК в Парижі оголосили про включення триатлону до програми Олімпійських ігор. Президент МОК процитував слова Кубертена, сказані ним ще у 1875 році: «Нам потрібний вид спорту, який скомпонував би плавання, їзду на велосипеді і біг, популярні сучасні динамічні види спорту, щоб завдяки ним відчувати олімпійський дух чесної гри, вправність та пристрасть».
Рухалися до цієї мети поступово. Прихильники здорового способу життя вважали, що найлегший і найдешевший спосіб застерегти себе від проблем зі здоров'ям — це почати бігати. Особливо біг для здоров'я став популярним у Новій Зеландії та Америці.
У 1971 році колишній член всеамериканської студентської команди Джек Джонстон у віці 35 років, щоб набути колишню юнацьку стрункість і легкість у рухах став учасником любительських бігових стартів, які проходили на околицях Сан-Дієго.
В 1973 році Джек взяв участь у старті оригінального формату під назвою «День народження Дейва Пейна», який уже другий рік проводив 51-річний рятівник, розпочинаючи змагання з бігу на 4,5 км та завершуючи його короткою плавальною дистанцією (близько 250 м). Серед більше ніж 100 учасників Джонстон фінішував 12-м. Це було для нього великим сюрпризом, оскільки в більшості стартів він знаходився у списках наприкінці протоколу. Колишній плавець вирішив організувати змагання в подібному форматі, але збільшивши при цьому плавальну дистанцію. «Цікаво, як багато бігунів вміють плавати так, як я вмію бігати?» — подумав тоді Джек.
Джонстон звернувся в місцевий клуб бігу з проханням, щоб для його «біатлону» знайшли містечко в календарі змагань. Дон Шанахан, у якого також були подібні ідеї, запропонував Джеку включити в змагання ще велоетап. Той охоче погодився, і соратники збагатили календар бігового клубу Сан-Дієго новим стартом, а англійську мову новим словом — triathlon.
25 вересня 1974 року о 17:45 відбувся перший старт з триатлону. Учасники послідовно долали 5 миль на велосипеді, 6 миль бігом та 500 ярдів плаванням. Запрошувались усі охочі з власними велосипедами. Нагороджувались перші п'ять, які фінішували. Переможцем став рятівник Білл Філіпс з результатом 55.44.
Д.Джонстон та Д. Шанахан підтримували цей проект майже десять років, до 80-х років.
Чергова неймовірна ідея в невгамовних ентузіастів народилася на вечірці за підсумками щорічної бігової естафети навколо острова Оаху (Гавайські острови, США). На цьому популярному масовому змаганні команди з 5-ти чоловік долали 214 км. Фахівці американських клубів бігу та плавання часто сперечалися на тему, який вид спорту сприяє кращій підготовці. Після того, як старший офіцер флоту США Джон Коллінз повідомив, що найкращим спортсменом світу є Едді Меркс, видатний голландський велосипедист за найвищим зафіксованим МПК згідно з публікацією в найпопулярнішому американському спортивному журналі, ним було зроблено висновок, нібито саме велосипедисти найбільш підготовлені атлети.
Щоб визначити, хто ж все-таки сильніший, він запропонував об'єднати разом три відомих на Гаваях марафонські змагання. Коллінз мав на увазі океанські запливи «Бурхливі води Вайкікі» (2,4 милі, або 3,8616 км), велогонка «Навколо Оаху» (180 км) та марафон Гонолулу (42,195 км). Більшість тоді вирішили, що Джек пожартував на вечірці, але він публічно заявив, що наступного року особисто організує подібний старт, підкресливши, що всіх, хто фінішує, можна буде назвати «залізним чоловіком».

### «Залізна людина»
П'ятнадцять чоловіків прийняли виклик, і 18 лютого 1978 року стартував перший «Iron Man Triathlon». Дванадцять учасників, включаючи самого Коллінза, успішно завершили дистанцію. Першим фінішував Гордон Геллер, водій таксі із Гонолулу. Його результат склав 11 годин, 46 хвилин та 58 секунд. Всі, хто фінішував, отримали в подарунок майку на пам'ять і маленьку фігурку людини із залізних трубочок.
Наступного року штормовий вітер і сильний дощ не дали змоги всім охочим взяти участь у другому старті «Залізної людини», в ньому знову стартували 15 атлетів, серед яких була одна жінка, Лін Люмер із Бостона, яка фінішувала п'ятою в абсолютному заліку і стала, таким чином, першою Iron Woman в історії гонки. Переможцем був Том Воррен, власник бару із Сан-Дієго.
Можливо, цим стартом закінчилась би не тільки історія IronMan, але й розвиток триатлону взагалі, який хоча й проводився в Сан-Дієго щороку, але залишався маловідомим місцевим змаганням, якби не присутність на двох змаганнях «Залізної людини» журналіста Баррі МакДермонта. Під великим впливом емоцій Баррі написав не просто статтю в травневий номер Sport Illustrated, а маленький літературний шедевр, справжню спортивну сагу, яка викликала серед американців величезну зацікавленість до цих змагань.
Одразу ж приходить популярність до Коллінза, який отримав сотню листів з питаннями про гонку, ним починають цікавитись тележурналісти.
І в лютому 1980 року вся спортивна Америка в режимі он-лайн стежила за сміливцями, які подалися на подолання третьої «Залізної людини». У старті взяли участь 106 чоловіків та дві жінки. З результатом 9:24.33 виграв Дейв Скотт, тренер з плавання із Девіса, штат Каліфорнія.
Безліч телерепортажів та публікацій зробили свою справу: новий вид спорту почав набирати популярність у всьому світі. Вісімдесяті роки стали справжнім бумом для триатлону. З'являються групи ентузіастів, які організують змагання з триатлону на різноманітних дистанціях. У 1981 році відбулися перші старти з триатлону — у Східній Німеччині, місті Лейпцигу та в голландському місті Пальмірі; в 1982 році — у місті Ніцца (Франція). Зацікавилися триатлоном і в Радянському Союзі. Влітку 1983 року в Московській області клуб Манжосова проводить свій перший триатлон за наступною оригінальною формулою: велогонка 60 км, плавання — 0,4 км та 12 км крос.

### Чемпіонати в Європі
Перший сучасний триатлон в Європі відбувся 26 червня 1980 року в чехословацькому місті Пельмені. Це був триатлон, схожий на олімпійську дистанцію. В 1984-му заявила про свою діяльність Європейська федерація триатлону (ETU). Через рік після цього вперше було проведено чемпіонат Європи. У травні 1989 року у французькому Авіньйоні зареєстрована міжнародна федерація триатлону (ITU), а в серпні там же проходить перший чемпіонат світу з триатлону.
Щодо старту «Залізна людина», велика зацікавленість широкого кола публіки перетворила його на прибутковий комерційний проєкт. У 1982 році триатлон став професійним видом. У США були проведені перші змагання з грошовими призами. 1986 року призовий фонд становив $ 100 000. У 1994 році популярність виду стає настільки великою, що спортивна індустрія починає випускати спеціальну продукцію для триатлону: годинники, одяг та велообладнання. З 1990 року права на Ironman належать міжнародній Корпорації триатлону (WTC). Сьогодні WTC — це серія із 43 стартів по всьому світу, які збирають тільки зі стартових внесків суму більше ніж 25 млн доларів США.

## Компоненти змагання

### Розрізняють такі основні види триатлону
Tristar 11,1: плавання — 100 м, велогонка — 10 км та крос — 1 км;
ITU Суперспринт: плавання — 400 м, велогонка — 10 км та крос — 2.5 км
ITU Коротка дистанція (спринт): плавання — 750 м, велогонка — 20 км і крос — 5 км;
ITU Олімпійська дистанція: плавання — 1500 м, велогонка — 40 км та біг — 10 км;
Серія WTC 5150: плавання — 1500 м, велогонка — 40 км (заборонено лідирування) та біг — 10 км;
Tristar 111: плавання — 1000 м, велогонка — 100 км і крос — 10 км;
ITU Long distance довга дистанція (подвійна або потрійна Олімпійська дистанція):плавання — 3-4 км, велогонка — 80-120 км та біг — 20-30 км
WTC 70.3 або Half-Ironman («Напівзалізна людина», «Половинка»): плавання — 1,93 км, велогонка — 90 км та біг — 21 км;
Tristar 222: плавання — 2 км, велогонка — 200 км і крос — 20 км;
WTC Триатлон Ironman («Залізна людина»): плавання — 3,86 км, велогонка — 180 км та біг — 42,195 км;
«Ультра-триатлон» (зазвичай дистанція довгого триатлону типу Ironman, збільшена в декілька разів — подвійний, потрійний ультратриатлон і дека-триатлон (10 триатлонов типу Ironman протягом 10 днів), що проводяться Міжнародною асоціацією ультратриатлонів;
Крос-кантрі тріатлон — більш поширений у Росії, націлений на любителів і початківців тріатлетів, плавання — від 200 до 800 метрів, велоперегони крос-кантрі — від 10 км до 30 км та біг — від 2,5 до 5 км.

## Триатлон в Україні
Відомі у світі українські триатлоністи (майстри спорту міжнародного класу)
Чоловіки:
- Віктор Земцев
- Андрій Глущенко
- Данило Сапунов
- Олексій Сюткін
- Іван Іванов
- Сергій Курочкін
- Антон Блохін
- Єгор Мартиненко
- Дмитро Маляр[3]
- Володимир Полікарпенко
- Богдан Михалусь
- Андрій Ястребов

Жінки:
- Юлія Єлістратова
- Тамара Козуліна
- Інна Циганок
- Олеся Пристайко[4]
- Інна Рижих
- Софія Прийма
- Олеся Дереза (Марченко)
- Лілія Барановська

## Переможці змагань з триатлону
З 1982 року у затоці Сан-Франциско проходить турнір під назвою «Втеча з Алькатраса» (англ. Escape from Alcatraz).
| Рік  | Чоловіки          | Жінки              |
| 1982 | Дейв Горнінг      | Клер Макрей        |
| 1983 | Чарлі Грівз       | Клер Макрей        |
| 1984 | Лестер Водделл    | Ерін Портер        |
| 1987 | Пітер Левандовскі | Сінтія Несвіг      |
| 1988 | Пітер Левандовскі | Алісія Стейнхардт  |
| 1989 | Скотт Тінлі       | Марша Вайт         |
| 1990 | Майк Пігг         | Террі Шнайдер      |
| 1991 | Майк Пігг         | Пола Ньюбі-Фрейзер |
| 1992 | Грег Велш         | Пола Ньюбі-Фрейзер |
| 1993 | Майк Пігг         | Пола Ньюбі-Фрейзер |
| 1994 | Майк Пігг         | Сіан Велч          |
| 1995 | Саймон Лессінг    | Мішель Джонс       |
| 1996 | Майк Пігг         | С’ю Латшоу         |
| 1997 | Грег Велш         | Мішель Джонс       |
| 1998 | Кріс Маккормак    | Мішель Джонс       |
| 1999 | Вес Гобсон        | Мішель Джонс       |
| 2000 | Кріс Маккормак    | Мішель Джонс       |
| 2001 | Кріс Маккормак    | Мішель Джонс       |
| 2002 | Кріс Маккормак    | Мішель Джонс       |
| 2003 | Саймон Лессінг    | Барбара Ліндквіст  |
| 2004 | Саймон Лессінг    | Мішель Джонс       |
| 2005 | Гантер Кемпер     | Сьюзан Вільямс     |
| 2006 | Меттью Рід        | Бекі Лейвелл       |
| 2007 | Енді Поттс        | Лінда Кейв         |
| 2008 | Енді Поттс        | Лінда Кейв         |
| 2009 | Енді Поттс        | Мері Бет Елліс     |
| 2010 | Гантер Кемпер     | Лінда Кейв         |
| 2011 | Енді Поттс        | Нікі Семюелс       |
| 2012 | Енді Поттс        | Лінда Кейв         |
| 2013 | Хав'єр Гомес      | Гізер Джексон      |
| 2014 | Енді Поттс        | Сара Гаскінс       |
| 2015 | Ерік Лагерстром   | Ешлі Джентлі       |
| 2016 | Джо Малой         | Голлі Лоуренс      |
| 2017 | Бен Кануте        | Лорен Джосс        |
| 2018 | Бен Кануте        | Сара Гаскінс       |
| 2019 | Бен Кануте        | Ешлі Джентлі       |